# FC Metz (bóng đá nữ)
FC Metz Feminines (hay còn được gọi là FC Metz hoặc Metz) là câu lạc bộ bóng đá nữ có trụ sở tại Metz, Lorraine, hiện đang thi đấu tại D2 Féminine. Câu lạc bộ được thành lập năm 1974. Đội được huấn luyện bởi huấn luyện viên Manuel Peixoto.

## Sân vận động
FC Metz chơi các trận đấu trên sân nhà Stade du Batzenthal 1 ở Algrange. Sân có sức chứa 2,500 người.

## Cầu thủ

### Đội hình hiện tại
Tính đến 7 tháng 8 năm 2023
. Nguồn: Website chính thức, footofeminin.fr, soccerway.com and Le Répbublican Lorrain,

Ghi chú: Quốc kỳ chỉ đội tuyển quốc gia được xác định rõ trong điều lệ tư cách FIFA. Các cầu thủ có thể giữ hơn một quốc tịch ngoài FIFA.
| Số | VT | Quốc gia | Cầu thủ          |
| -- | -- | -------- | ---------------- |
| —  | TM | Pháp     | Emma Francart    |
| —  | TM | Pháp     | Emmeline Mainguy |
| —  | TM | Pháp     | Gillian Nottelet |
| —  | HV | Sénégal  | Marème Babou     |
| —  | HV | Pháp     | Estelle Laurier  |
| —  | HV | Pháp     | Alizée Leroy     |
| —  | HV | Mali     | Yakaré Niakaté   |
| —  | HV | Pháp     | Clara Petitjean  |
| —  | HV | Pháp     | Léonie Richard   |
| —  | HV | Pháp     | Célia Rigaud     |
| —  | TV | Maroc    | Salma Amani      |

| Số | VT | Quốc gia | Cầu thủ           |
| -- | -- | -------- | ----------------- |
| —  | TV | Brasil   | Marjorie Boilesen |
| —  | TV | Pháp     | Candice Gherbi    |
| —  | TV | Pháp     | Marine Morel      |
| —  | TV | Pháp     | Océane Picard     |
| —  | TV | Sénégal  | Safietou Sagna    |
| —  | TV | Pháp     | Lalia Storti      |
| —  | TĐ | Algérie  | Inès Boutaleb     |
| —  | TĐ | Pháp     | Lucie Calba       |
| —  | TĐ | Pháp     | Amélie Delabre    |
| —  | TĐ | Pháp     | Kelly Kone        |

### Tân binh
Ghi chú: Quốc kỳ chỉ đội tuyển quốc gia được xác định rõ trong điều lệ tư cách FIFA. Các cầu thủ có thể giữ hơn một quốc tịch ngoài FIFA.
| Số | VT | Quốc gia   | Cầu thủ         |
| -- | -- | ---------- | --------------- |
| —  | TM | Pháp       | Jade Hounsa     |
| —  | HV | Bồ Đào Nha | Clara Moreira   |
| —  | TV | Algérie    | Lydia Belkacemi |
| —  | TV | Pháp       | Inès Ou Mahi    |
| —  | TĐ | Pháp       | Solenne Ninot   |
| —  | TĐ | Algérie    | Shana Battouri  |

| Số | VT | Quốc gia | Cầu thủ           |
| -- | -- | -------- | ----------------- |
| —  |    | Hoa Kỳ   | Elise Morris      |
| —  | TĐ | Pháp     | Chloe Zubieta     |
| —  | TĐ | Pháp     | Adélie Fourré     |
| —  | TV | Pháp     | Justine Rougemont |
| —  | TĐ | Pháp     | Assia Bouktit     |
| —  | TĐ | România  | Anne-Marie Bănuță |